# 康橋教育
康橋教育(英語：Cantabe Education)是香港一間已結業私立補習社。

## 歷史
康橋教育中心有限公司由創辦人——劍橋護老院集團董事陸艾齡於2008年成立，2012年4月停辦。

## 外部連結
- 康橋教育